# Lakeside (California)
Lakeside è un census-designated place (CDP) degli Stati Uniti d'America, situato in California, nella contea di San Diego.